# Fawn Lake Forest
 (août 2025).
Fawn Lake Forest est une census-designated place située dans le comté de Pike, dans l’État de Pennsylvanie, aux États-Unis. Lors du recensement de 2020, elle compte 725 habitants.